# إريكا بورغينيون
إريكا بورغينيون (بالإنجليزية: Erika Bourguignon؛ بالألمانية: Erika Bourguignon) هي عالمة الإنسان نمساوية وأمريكية، ولدت في 18 فبراير 1924 في فيينا في النمسا، وتوفيت في 15 فبراير 2015 في كولومبوس في الولايات المتحدة.